# Leptognathia voeringi
Leptognathia voeringi är en kräftdjursart som först beskrevs av Georg Ossian Sars 1877.  Leptognathia voeringi ingår i släktet Leptognathia och familjen Leptognathiidae. Inga underarter finns listade i Catalogue of Life.